# Imeem
imeem was een website waar mensen met elkaar in contact konden komen. De site was vooral gericht op muziek en foto's, maar de gebruikers konden er ook bloggen en video's posten. De site was dus niet alleen voor profielen, want er kon ook worden gezocht naar media op een manier die vergelijkbaar is als die op YouTube en Flickr. Het bedrijf was opgericht door Dalton Caldwell en Jan Jannick. In oktober 2004 werd de site gelanceerd.
Volgens imeem zelf had de site meer dan 25 miljoen bezoekers per maand, en meer dan 65.000 gebruikers per dag.
Veel artiesten hadden een pagina bij imeem, en ze postten daar foto's en video's, waar het voor bedoeld was.
Op 8 december 2009 nam sociale netwerksite MySpace imeem over voor minder dan 1 miljoen dollar. Sindsdien verwijst de website door naar MySpace en zijn alle profielen verdwenen.